# Hans Ludwig Freytag

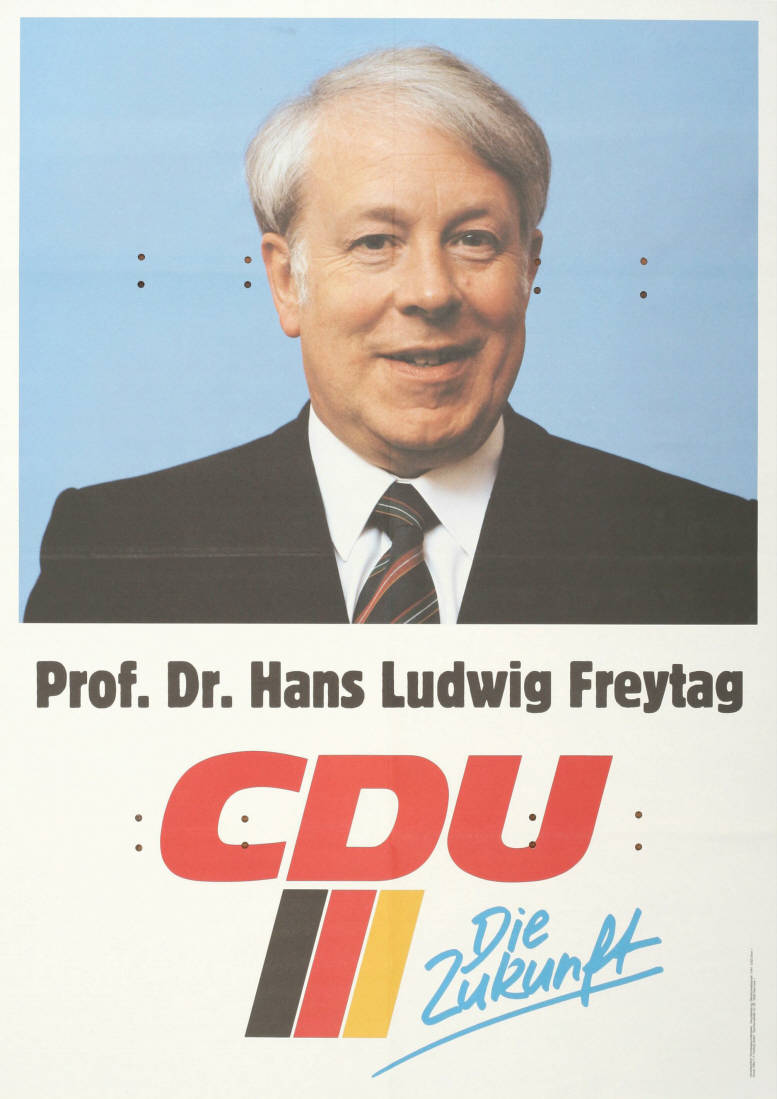
Kandidatenplakat zur Bundestagswahl 1987

Hans Ludwig Freytag (* 21. August 1934 in Berlin; † 10. Januar 1993)
war ein deutscher Hochschullehrer und Politiker (FDP/CDU).

## Leben
Freytag besuchte die Schule unter anderem in Berlin, Beverstedt, Bremerhaven, Essen sowie Trier. Sein Abitur legte er im Jahr 1955 ab und begann sein Studium der Volkswirtschaft und der Rechtswissenschaften in Freiburg und Kiel. 1959 wurde er Diplom-Volkswirt und begann 1960 als wissenschaftlicher Assistent an der Universität Heidelberg zu arbeiten. Im Jahr 1965 wurde  Freytag zum Dr. rer. pol. promoviert. Er vervollständigte 1971 seine wissenschaftliche Laufbahn durch eine Habilitation für die Fächer Statistik und Bevölkerungswissenschaft. Von 1971 bis 1974 war er Geschäftsführer der HIS GmbH in Hannover. 
Anschließend wurde er Professor für empirische Sozialforschung und Statistik an der Universität Oldenburg. Dort war er mit der wissenschaftlichen Forschung, vor allem mit dem Innovationsverhalten kleiner und mittlerer Unternehmen beschäftigt. Sein Schwerpunkt war die Regionalforschung und Mittelstandsforschung.

## Politik
Freytag trat 1978 der FDP bei. Er war stellvertretender Kreisvorsitzender sowie Mitglied im Orts- und Bezirksvorstand der FDP und wirtschaftspolitischer Sprecher seiner Partei.  
Seit 1981 ist er Ratsherr in der Gemeinde Großenkneten und war dort stellvertretender Vorsitzender der FDP-Ratsfraktion. Er war Vorsitzender des Planungsausschusses sowie Mitglied in mehreren Ratsausschüssen.
Freytag wurde in der zehnten Wahlperiode in den Niedersächsischen Landtag gewählt und gehörte ihm vom 21. Juni 1982 bis zum 20. Juni 1986 an. Er war in der FDP-Fraktion bis zum 23. Oktober 1984, verließ die Fraktion jedoch am 24. Oktober 1984. Freytag wurde am 8. November 1984 Mitglied der CDU-Fraktion.